# Bengt Carlsson (ekonomijournalist)
Bengt Carlsson, född 1960, död 2016, var en svensk ekonomijournalist och författare. 
Efter kandidatexamen i ekonomi vid Göteborgs universitet började Carlsson på Affärsvärlden 1986. Där stannade han till 1996, blev därefter börskrönikör på Dagens Nyheter och fick sedermera samma roll på Dagens Industri 2005.
2003 och 2004 skrev han tillsammans med kollegan Sophie Nachemson-Ekwall två uppmärksammade böcker om samtida företagsskandaler; Livsfarlig ledning, Historien om kraschen i ABB, och Guldregn, Sagan om Skandia. 
Åren 2009–2012 var han presschef för Handelsbanken och skrev under den perioden fyra böcker om näringslivet, om Kinneviks första 75 år, Skanskas 125, Fjärde AP-fondens 40 och Beckers 150. Dessutom var han inblandad i flera andra bokprojekt.

## Utmärkelser
Carlson röstades flera gånger fram som Sveriges bästa ekonomijournalist i Hallvarsson & Halvarssons årliga ranking.